# Torre de l'American Lake
La Torre de l'American Lake és un edifici del municipi de Gavà (Baix Llobregat) que forma part de l'Inventari del Patrimoni Arquitectònic de Catalunya.

## Descripció
És una edificació aïllada, de planta quadrada, planta baixa, pis i golfes. Composició simètrica a partir dels buits de la façana. A la façana principal cal remarcar un volum horitzontal i un altre vertical, la torre, formant un cos central sobresortit. Obertures de portes i balcons amb arc deprimit, d'altres allindanades o amb arc de mig punt. Ornamentació floral i de filigrana. Hi ha reixes i baranes balconeres fe ferro forjat. Coronament de la torre amb merlets i coberta als vessants de teula àrab. Fusteria de fusta.

## Història
Aquest edifici fou bastit l'any 1898 en un estil eclèctic d'inspiració medieval amb projecte de l'arquitecte Joan Martorell i Montells. És l'únic element físic que s'ha mantingut dempeus després de l'any 1942, quan s'enderrocà el conjunt extraordinari de l'American Lake fet construir per Artur Costa i Martí.